# Grande crisi del letame di cavallo del 1894

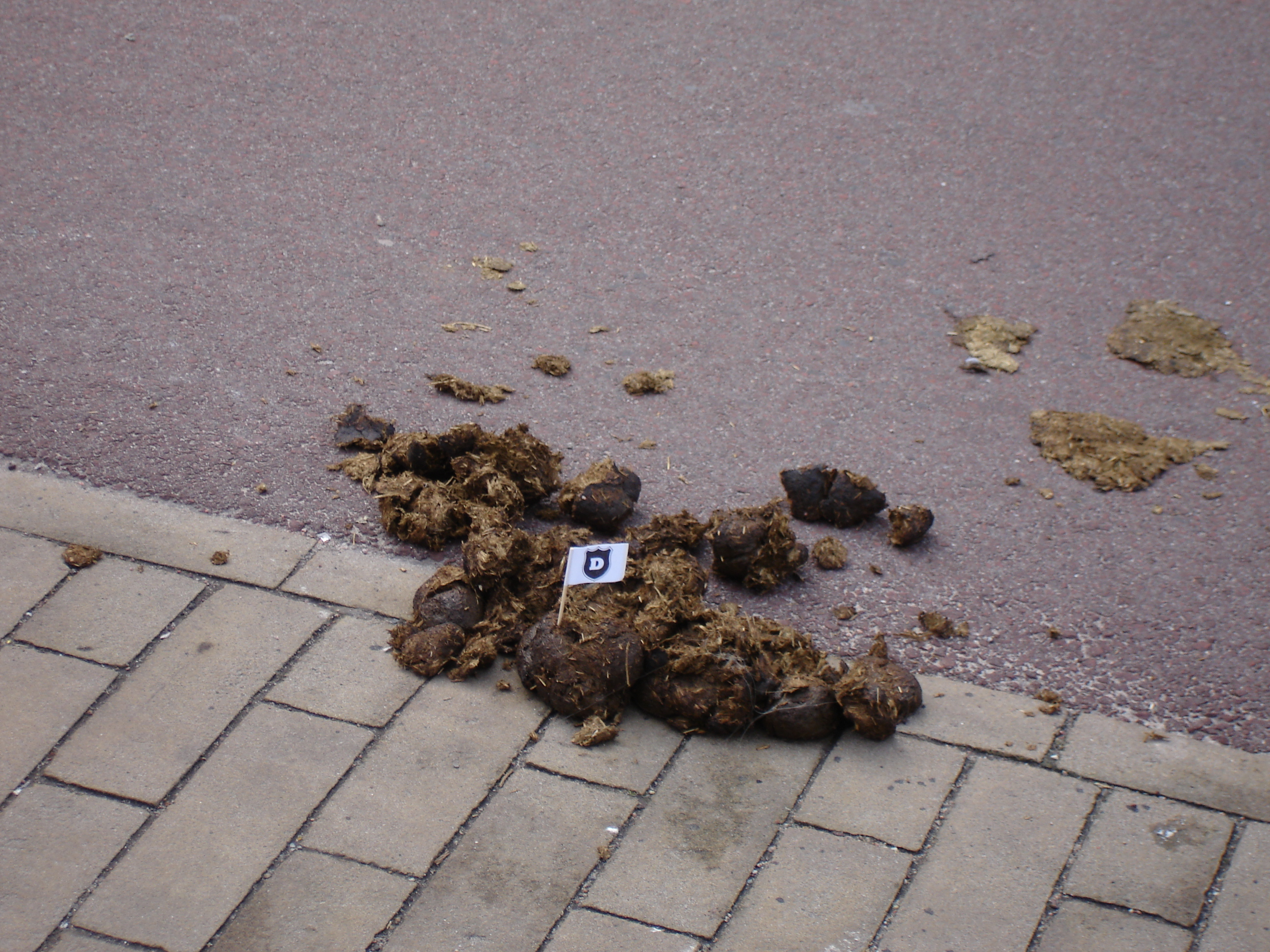
Del letame di cavallo in una strada di Amsterdam

La grande crisi del letame di cavallo del 1894 è stata una presunta questione di pianificazione urbana del XIX secolo, secondo la quale la più grande sfida concernente un ulteriore sviluppo urbano consisteva nel risolvere la difficoltà nel rimuovere il letame di cavallo dalle strade. Il supposto problema, che sarebbe stato risolto dalla proliferazione di automobili che sostituivano i cavalli come mezzo di trasporto nelle grandi città, è diventato esemplificativo, per analogia, dei problemi apparentemente insuperabili, che vengono resi obsoleti dall'introduzione di nuove tecnologie.

## Storia
La frase proviene da un articolo del 2004 di Stephen Davies, intitolato La grande crisi del letame di cavallo del 1894.
Il nome si riferisce a una presunta pubblicazione del 1894 sul Times, che diceva "Tra 50 anni, ogni strada di Londra sarà seppellita sotto un metro di letame". Il ragionamento era che per rimuovere il letame sono necessari più cavalli e questi cavalli producono più letame. Una conferenza di pianificazione urbana nel 1898 apparentemente si interruppe prima della fine prevista a causa della mancanza di una risposta a questo problema.
Nessuna affermazione del genere sul Times è nota, né il risultato della presunta conferenza.
In ogni caso, nel 1893 a Londra ci si lamentava effettivamente che il letame di cavallo, precedentemente un bene economico che poteva essere venduto, era diventato un problema di smaltimento, pertanto un costo. Nel 1896, in Italia, il Corriere della Sera sottolineava come il proliferare delle automobili avrebbe rivoluzionato le abitudini, comportando, tra le altre cose, la sparizione del letame dalle strade.

## Accezione odierna
Oggigiorno il termine grande crisi del letame di cavallo del 1894 viene spesso usato per indicare un problema che sembra impossibile da risolvere, perché viene osservato con la prospettiva sbagliata.